# Roma Kungsgård

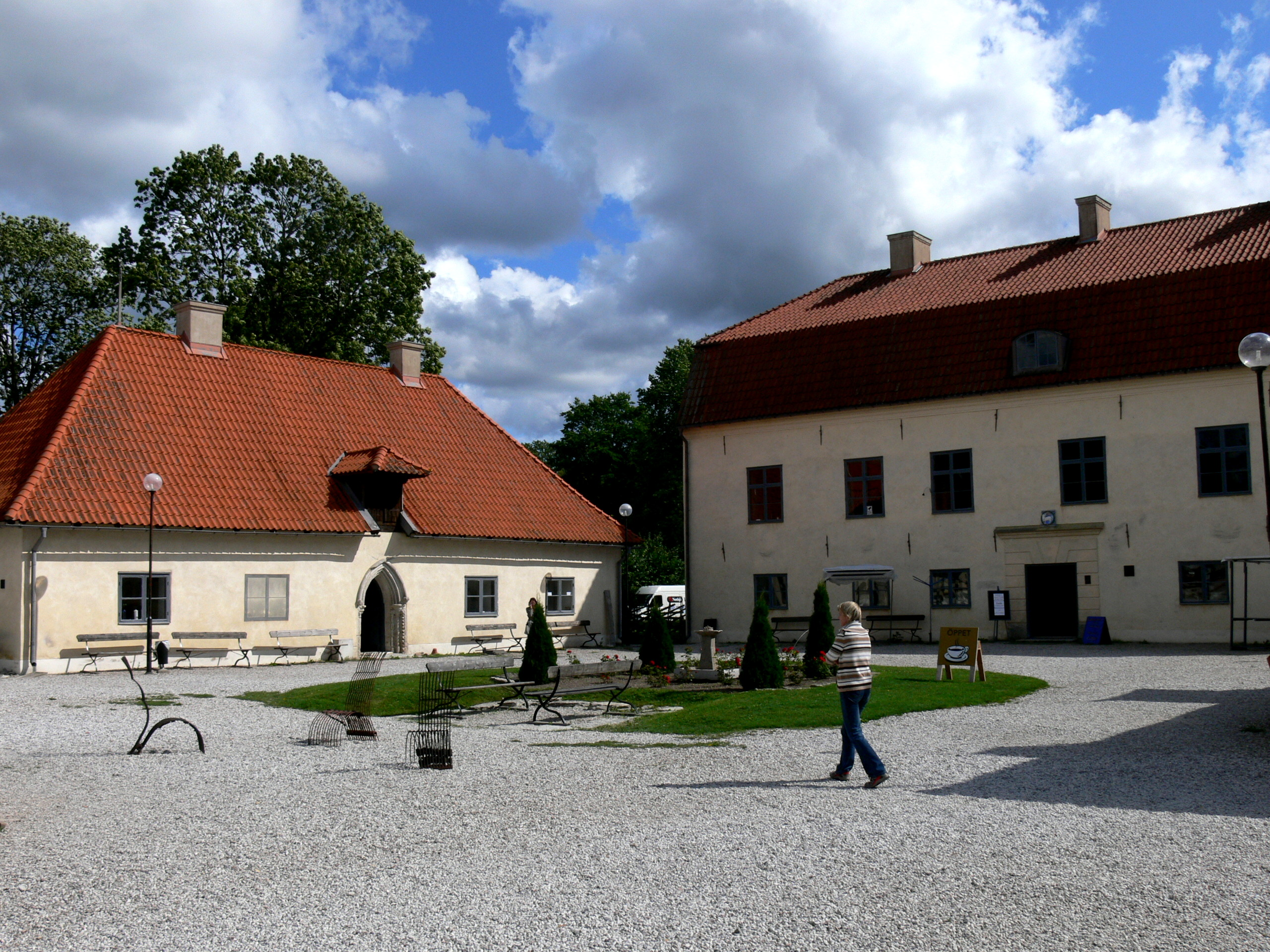
Roma kungsgård

Roma Kungsgård ist ein Herrenhaus und Krongut (wörtlich schwedisch kungsgård - deutsch Königshof) im mittleren Teil der schwedischen Insel Gotland.
Seit 1993 verwaltet Statens fastighetsverk Roma Kungsgård und das Kloster Roma.
Roma Kungsgård ist ein beliebtes Ausflugsziel und jeden Sommer werden in der Kirchruine Theatervorstellungen durchgeführt.
Das Hauptgebäude des Hofs wurde in den 1730er Jahren gebaut, aber schon im 12. Jahrhundert befand sich an diesem Ort Gotlands Thing
und 1164 wurde hier das Kloster Roma von den Zisterzienser-Mönchen errichtet.
Um 1531 während der Reformation in Dänemark, zu dem Gotland damals gehörte, wurde das Kloster aufgehoben und das Eigentum fiel an den königlichen Landesherrn.
In Verbindung mit dem Frieden von Brömsebro im Jahr 1645 wurde Gotland wieder schwedisch und der Hof Roma Kungsgård wurde bis 1832 durch die Landesherren (schwedisch landshövdingar) als Lehen (schwedisch löneförmån) verwaltet.
Der Seeheld und Admiral Gustaf von Psilander wurden der erste Landesherr der Insel und er ließ in den 1720er Jahren eine Residenz aus Holz erbauen.
Ein Teil der Gebäude des Klosters erhielt andere Funktionen, zum Beispiel als Kornhaus (schwedisch kornhus) und Futtersilo (schwedisch foderhus), während andere dem Verfall preisgegeben wurden.
Nach einem Brand wurde Psilanders Haus niedergerissen und sein Nachfolger Johan Didrik Grönhagen ließ 1733 ein Hauptgebäude mit zwei Flügeln aus verputztem Kalkstein errichten, das noch heute erhalten ist.
Das Baumaterial ließ er den Ruinen des Klosters entnehmen.
Das gebrochene  Mansarddach kam bei der Renovierung von 1789 hinzu.
Der letzte Landesherr auf Roma Kungsgård wurde Jacob Cederström, nach 1832 wurde das Gut verpachtet.
Der erste Pächter hatte wenig Erfolg, aber eine Musterlandwirtschaft wurde durch den legendären Großbauern Oskar Myhrman wiederaufgenommen, der den Hof von 1849 bis 1907 führte.
Der Kungsgård wurde 1937 vom Militär übernommen.
Während des Zweiten Weltkriegs wurde ein Militärflugfeld bei Roma gebaut, wofür auch ein Teil der auf den Hof zuführenden Alleen gefällt wurde, und die Gebäude wurden für militärische Zwecke verwendet.
Die Streitkräfte räumten den Kungsgård 1988.
Der Kungsgård besteht heute aus etwa 300 ha Land (meist Ackerland), die zusammen mit den Wirtschaftsgebäuden verpachtet sind. Der Pächter betreibt Ackerbau und Viehzucht.